# 扁桃苷
扁桃苷（Amygdalin，源自希腊语“扁桃” ），又名「苦杏仁苷」 ，是可從許多植物中發現的一種有毒的氰苷，但最常見於杏、苦杏仁、蘋果、桃及梅子等植物的種子中，易形成水合物。是1803年皮埃尔-让-洛比克与A. F. Boutron-Charlard从扁桃的种子中分离出的一种糖苷。李比希与维勒于1830年研究了这一物质。扁桃苷也存在于其他的李属植物，包括杏和黑樱桃中，也存在於枇杷的葉、果和核裡。恩斯特·T·克雷布斯（Ernst T. Krebs）曾将这一物质命名为“维生素B17”，并认为可以治疗癌症，但随后的研究证明这一物质并不具有上述功效。學界也不認為苦杏仁苷是一種維生素，因為苦杏仁苷並不符合維生素的定義。

## 化学性质
扁桃苷的提取，可用扁桃或杏仁在乙醇中加热，之后蒸发溶剂并添加乙醚，即可得到细小的白色扁桃苷晶体。李比希和沃勒发现扁桃苷分解时生成三种产物：糖类、苯甲醛和氢氰酸。之后的研究表明，硫酸催化下扁桃苷分解成葡萄糖，苯甲醛和氢氰酸，而盐酸使之分解为扁桃酸，D-葡萄糖和氨。
在酶的催化下扁桃苷有两种分解：麦芽糖酶使之部分分解，生成D-葡萄糖与野黑樱苷（C6H5CH(CN)O·C6H11O5），一种苯乙腈葡糖苷的同分异构体。扁桃酶则可使之分解为苯甲醛、氰化物和两分子葡萄糖。这一反應出现在苦扁桃中，导致苦扁桃中通常含有自由的苯甲醛与氰化物。

## 外部連結
- 苦杏仁苷 Amygdalin （页面存档备份，存于） 中草藥化學圖像數據庫 (香港浸會大學中醫藥學院) （中文）（英文）